# Boris Golovine
Pour les articles homonymes, voir Golovine.
Boris Golovine (en russe : Борис Головин ; né le 26 mai 1955) est un poète, barde, écrivain et musicien russe. Boris Golovine a publié son premier recueil de poèmes en 1987, à Moscou.

## Éducation
- 1975 - 1979. Université d'État de Moscou, faculté de journalisme.
- 1982 - 1987. Institut de littérature mondiale Maxime-Gorki, faculté de poésie.

## Mouvements littéraires
Depuis la fin des années 1980, les lecteurs rangent la poésie de Boris Golovine au rang des phénomènes les plus représentatifs du mouvement néo-classique. Quant au poète, il a souligné plus d'une fois que, strictement parlant, le mot « néo-classique » souffre de tautologie. La poésie classique trouve ses racines dans l'Âge d'or; cette particularité unique aide cet art à s'inscrire simultanément dans le passé éloigné et dans le futur à peine perceptible. Cette idée est proche de l'affirmation d'Einstein sur notre présent qui n'existe pas dans l'aspect habituel, mais qui est à la fois le passé et le futur coulant sans cesse l'un dans l'autre. Boris Golovine a toujours catégoriquement rejeté toute appartenance aux mouvements littéraires.[réf. nécessaire]

## Publications
- Le Vol du martinet ("Полёт стрижа") 1987
- Les Scarabées et les géants ("Жуки и великаны) 1999
- Un manteau pour deux ("Пальто на двоих") 2009

## Les prix et les concours
- 1990 : Premier prix du concours des poètes et des bardes qui a eu lieu à la Maison centrale des écrivains de Moscou.
- 1995 : Deuxième prix du concours des bardes à la télévision de Russie. Le concours a été diffusé sur la première chaine d'État ainsi que sur la chaine internationale.